# Петровка (Чутовский район)
Петровка (укр. Петрівка, до 2016 г. — Чапаево) — село,
Чапаевский сельский совет,
Чутовский район,
Полтавская область,
Украина.
Код КОАТУУ — 5325484001. Население по переписи 2001 года составляло 1584 человека.
Является административным центром Чапаевского сельского совета, в который, кроме того, входит село
Майоровка.
Село указано на трехверстовке Полтавской области. Военно-топографическая карта.1869 года как станция Кочубеевка.

## Географическое положение
Село Петровка находится в 1,5 км от левого берега реки Свинковка,
на расстоянии в 1 км от села Новая Кочубеевка.
По селу протекает пересыхающий ручей с запрудой.
Через село проходит железная дорога, станция Кочубеевка.

## Экономика
- Чутовский комбикормовый завод, ОАО.
- Сельскохозяйственный кооператив «Чапаево».
- Чутовский филиал ЧАО «Украгро НПК».
- «Полтаванефтепродукт», ОАО, Кочубеевский цех.
- «Надия», фермерское хозяйство.
- ОАО сельскохозяйственное зверопредприятие «Петровское».
- Изюмское зверохозяйство, ООО, филиал.

## Объекты социальной сферы
- Школа.
- Дом культуры.